# 1992年バルセロナオリンピックのベルギー選手団
1992年バルセロナオリンピックのベルギー選手団（1992ねんバルセロナオリンピックのベルギーせんしゅだん）は、1992年7月25日から8月9日にかけてスペインのカタルーニャ州バルセロナで開催された1992年バルセロナオリンピックのベルギー選手団、およびその競技結果。

## 概要
今大会は銀メダル1個、銅メダル2個の合計3個のメダルを獲得した。

## メダル
| メダル | 選手名             | 競技   | 種目               |
| ------ | ------------------ | ------ | ------------------ |
| 銅     | セドリック・マティ | 自転車 | 男子ポイントレース |
| 銅     | ハイジ・ラケルス   | 柔道   | 女子66kg以下級     |